# Cyperus thorncroftii
Cyperus thorncroftii là loài thực vật có hoa trong họ Cói. Loài này được McClean mô tả khoa học đầu tiên năm 1927.